# De Maalderij (Groessen)

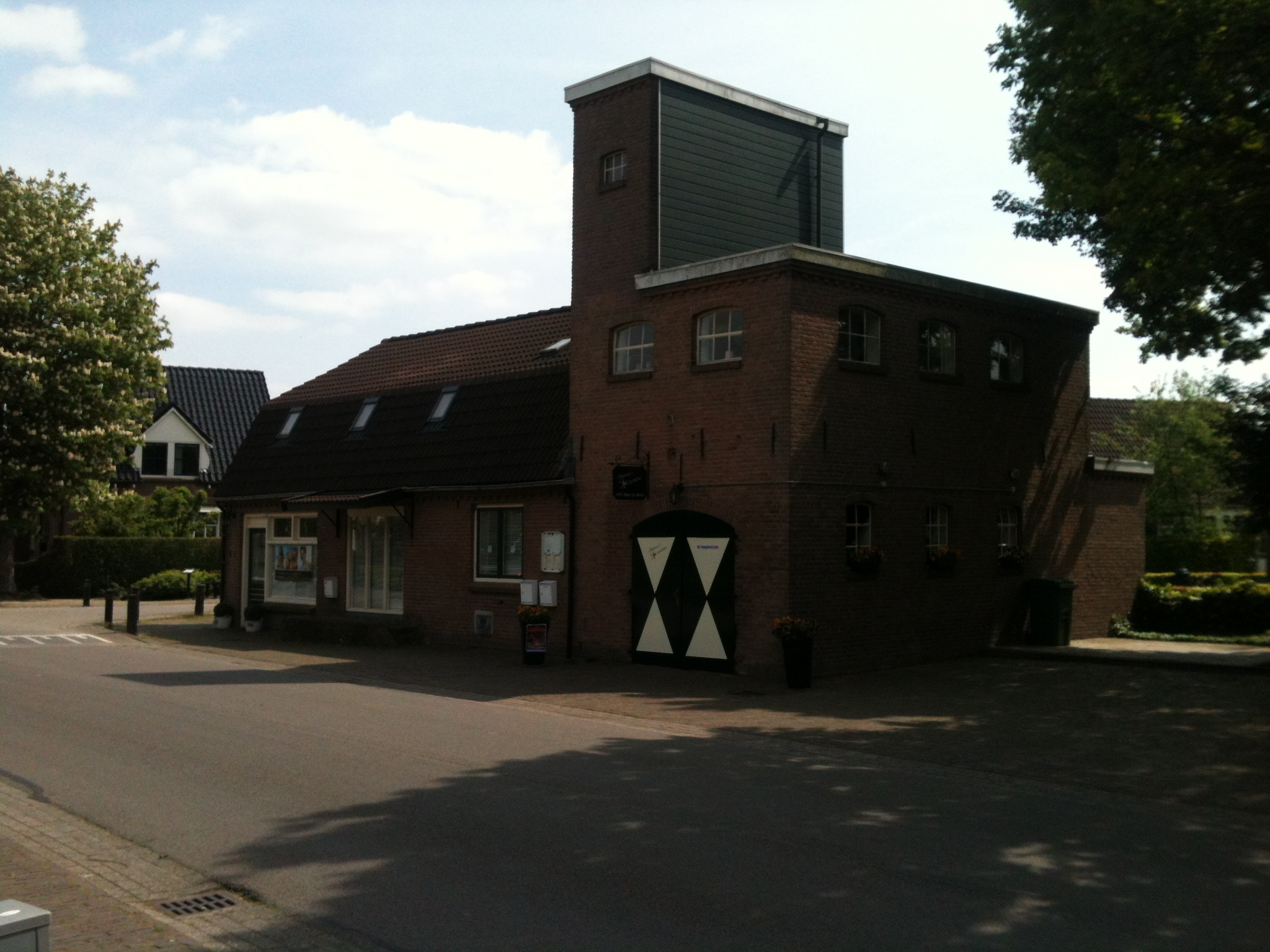
De Maalderij te Groessen in 2014

De Maalderij  is een gebouw dat staat aan de Dorpsstraat in Groessen in de Nederlandse provincie Gelderland.
Het werd in 1922 gebouwd als pakhuis voor de Aartsdiocesane Boeren- en Tuinders Bond (ABTB) afdeling Groessen. Het bestuur van de bond heeft namens de afdeling een bouwvergunning aangevraagd, nadat in 1921 is verzocht tot aankoop van de gemeentegrond. Het bordes aan de voorzijde lag aan de straatrand, zodat men makkelijk met paard en wagen kon laden en lossen. In 1923 werd een uitbreiding aangevraagd ten behoeven van een korenmaalderij met elektromotor. Tevens werd verzocht om vergunning voor een klinkerbestrating van 3 meter voor het gehele pand. Het pand stond jaren bekend als Coöperatie ‘De Vooruitgang’. De familie Aaldering is van 1952 tot 1980 eigenaar geweest en na de verkoop in 1980 heeft het gebouw diverse andere bestemmingen gekregen.